# Гребенщиков, Яков Александрович
Яков Александрович Гребенщиков (1837—1907) — генерал от инфантерии, член военного совета Российской империи.

## Биография
Яков Гребенщиков родился 18 марта 1837 года в городе Полоцке в семье коллежского советника Александра Петровича Гребенщикова; мать — дочь коллежского советника Анна Яковлевна (урождённая Лобри). Из Полоцкого кадетского корпуса и Дворянского полка 11 июня 1855 года был выпущен прапорщиком в 14-ю артиллерийскую бригаду и в её составе участвовал в обороне Севастополя в ходе Крымской войны.
7 января 1864 года переведён в 33-ю артиллерийскую бригаду. В 1866 году поступил в Николаевскую академию Генерального штаба, по окончании которой в 1868 году переведён в штаб Кавказского военного округа. 17 мая 1869 года назначен старшим адъютантом штаба 21-й пехотной дивизии, 23 ноября 1870 года переведён на ту же должность в штаб 22-й пехотной дивизии. 25 марта 1872 года назначен состоять при Главном штабе, где принимал участие в подготовке введения военно-конской повинности.
В 1875 году произведён в полковники и 10 декабря 1876 года назначен исправляющим должность начальника штаба 37-й пехотной дивизии (утверждён в должности в следующем году). Одновременно преподавал тактику и военную историю в Павловском военном и Николаевском кавалерийском училищах.
13 января 1883 года назначен командиром 146-го пехотного Царицынского полка. 11 августа 1885 года назначен командиром Кексгольмского гренадерского Императора Австрийского полка, 30 августа того же года произведён в генерал-майоры. 19 апреля 1887 года назначен командиром 1-й бригады 3-й гвардейской пехотной дивизии с оставлением командиром Кексгольмского полка.
4 февраля 1891 года Яков Александрович Гребенщиков назначен командиром 2-й бригады 3-й гвардейской пехотной дивизии с увольнением от должности командира полка. 15 сентября 1895 года назначен командующим 32-й пехотной дивизией, 6 декабря того же года произведён в генерал-лейтенанты с утверждением в должности начальника дивизии. 21 февраля 1896 года назначен начальником 4-й пехотной дивизии.
26 июля 1899 года Гребенщиков назначен на должность коменданта Ковенской крепости. 5 марта 1904 года назначен членом Военного совета Российской империи, 10 октября 1904 года — председателем Главного крепостного комитета.
2 апреля 1906 года произведён в генералы от инфантерии. Состоял членом многочисленных комиссий, в частности, в следственной комиссии о сдаче Порт-Артура.
Яков Александрович Гребенщиков умер 10 марта 1907 года в Санкт-Петербурге и был погребён на Смоленском православном кладбище.
Гребенщиков на протяжении всей карьеры активно сотрудничал с различными периодическими печатными изданиями (например: «Голос», «Русский инвалид», «Разведчик» и «Военный сборник») и нередко помещал в них статьи по военным и военно-бытовым вопросам.

## Труды
- «Конская повинность в народно-хозяйственном и военном отношении», Издательство Военно-учёного комитета Главного Штаба, СПб., 1874[4][5].
- Военная организация и статистика. Сборник государственных знаний, т. VII. СПб. 1879[6].
- и другие.

## Семья
- Жена — дочь генерал-майора Елена Ивановна урождённая Салери (1848 — 4.04.1911).

Дети:
- Александр (29.08.1861 — 13.05.1880);
- Анна (11.03.1863 — 9.02.1925);
- Иван (16.10.1867 — 21.08.1899) — ротмистр;
- Ольга (6.06.1871 — после 1915);
- Сергей (26.09.1873 — 7.08.1933) — генерал-майор[7];
- Евгения (6.03.1874 — 25.04.1880);
- Василий (20.12.1875 — 2.01.1877);
- Мария (19.10.1877 — после 1924);
- Наталия (15.10.1883 — ок. 1943—1944);
- Александра (15.05.1886 — ок. 1943—1944).

## Награды
Российские награды:
- орден Святой Анны 3-й степени (1870),
- орден Святого Станислава 2-й степени (1873),
- орден Святого Владимира 4-й степени (1874),
- орден Святой Анны 2-й степени (1876),
- орден Святого Владимира 3-й степени (1879),
- бриллиантовый перстень с вензелем императора (1883),
- высочайшая благодарность (1884),
- орден Святого Станислава 1-й степени (1888),
- бриллиантовый перстень с вензелем императора (1889),
- орден Святой Анны 1-й степени (1893),
- знак отличия беспорочной службы за XL лет (1896),
- орден Святого Владимира 3-й степени (1899),
- орден Белого орла (1904),
- высочайшая благодарность (1905).

Иностранные:
- Большой крест австрийского ордена Франца-Иосифа (1889).